# نادي شينتجور لكرة السلة
نادي شينتجور لكرة السلة هو فريق كرة سلة سلوفيني للمحترفين تأسس في سنة 1969 يقع مقره في شينتجور. ينافس في الدوري السلوفيني لكرة السلة.

## الإنجازات
الدوري
- الدوري السلوفيني لكرة السلة:

الفوز (1): 2014–15
الكأس
- كأس السوبر السلوفينية لكرة السلة:

الفوز (1): 2015

## وصلات خارجية
- الموقع الرسمي